# I. Viktor Amadé savoyai herceg
I. Savoyai Viktor Amadé (olaszul: Vittorio Amedeo I di Savoia, franciául: Victor-Amédée I de Savoie; Torino, 1587. május 8. – Vercelli, 1637. október 7.), a Savoyai-házból származó herceg, aki apját követkén Savoya uralkodó hercege, továbbá Ciprus, Jeruzsálem és Örményország címzetes királya 1630-tól haláláig.

## Élete

### Származása
Viktor Amadé herceg Torinóban született, a Savoyai Hercegség fővárosában. Édesapja a Savoyai-házból való I. Károly Emánuel savoyai herceg (1562–1630) volt, Emánuel Filibert savoyai herceg (1528–1580) és Valois Margit francia királyi hercegnő (1523–1574) egyetlen fia, I. Ferenc francia király unokája.
Édesanyja Katalin Mihaéla spanyol infánsnő (1567–1597) volt, II. (Habsburg) Fülöp spanyol királynak és harmadik feleségének, Valois Erzsébet francia királyi hercegnőnek  második leánya, apai ágon V. Károly német-római császár, anyai ágon II. Henrik francia király unokája.
Szülei házasságából 10 testvér született:
- Fülöp Emánuel (1586-1605), trónörökös, fiatalon meghalt,
- Viktor Amadé (1587-1637), 1605-től trónörökös, 1630-tól Savoya uralkodó hercege, 1619-től Bourbon Krisztina Mária francia királyi hercegnő férje,
- Emánuel Filibert (1588-1624), III. Fülöp spanyol király admirálisa, IV. Fülöp spanyol király szolgálatában Szicília alkirálya,
- Margit (1589-1655), 1608-tól IV. (Gonzaga) Ferenc mantovai herceg felesége,
- Izabella (1591-1626), aki 1608-ban III. (Estei) Alfonz modenai herceghez ment feleségül,
- Móric (1593-1657), 1607-től bíboros püspök, 1627-től az abondance-i kolostor apátja. 1637-től ő és öccse, Tamás régensként kormányoztak a kiskorú unokaöccsük, Ferenc Jácint rövid uralkodása alatt. 1642-ben pápai engedéllyel feleségül vette unokahúgát, Ludovika Krisztinát (1629–1692).
- Mária Apollónia (1594-1656), apáca lett,
- Franciska Katalin (1595-1640), apáca lett,
- Tamás Ferenc (1596-1656), Carignano hercege, aki 1625-ben Bourbon-Condé Mária soissons-i grófnőt vette feleségül. Egyik unokájuk lett a hírneves Savoyai Jenő herceg, császári hadvezér.
- Johanna Anna (*/†1597), születésekor meghalt.

### Házassága, gyermekei

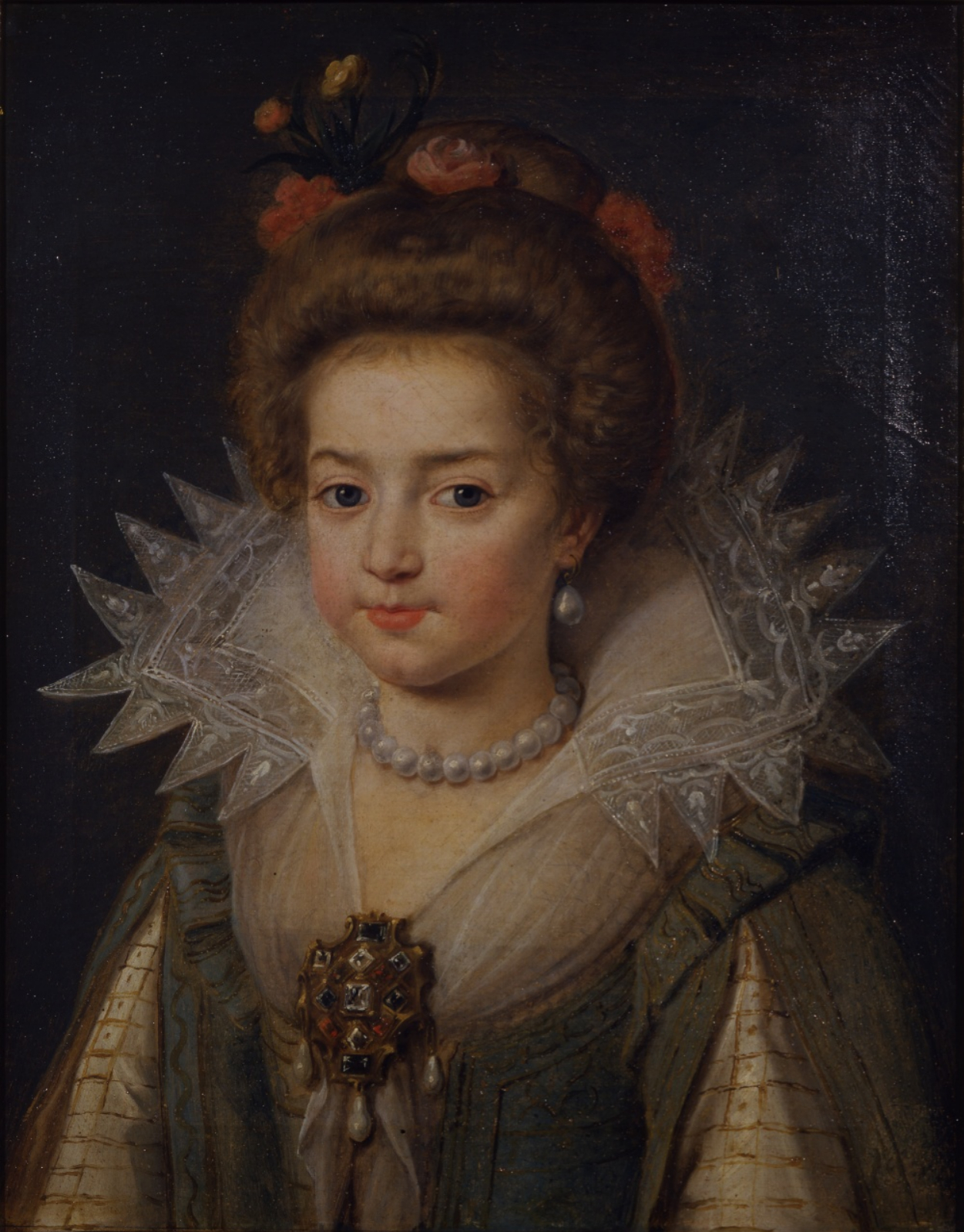
Felesége, Bourbon Krisztina Mária francia királyi hercegnő

Viktor Amadé, Savoya trónörökös hercege 1619. február 10-én a párizsi Louvre-ban feleségül vette Bourbon Krisztina Mária francia királyi hercegnőt (1606–1663), IV. Henrik király (1553–1610) és Medici Mária toszkánai nagyhercegnő (1575–1642) második leányát. A frigyet a vőlegény apja, I. Károly Emánuel herceg hozta tető alá, aki katonai szövetségre törekedett Franciaországgal, ez azonban röviddel halála előtt, a mantovai örökösödési háború (1628–1631) kitörése miatt meghiúsult.
Hét gyermekük született, öten érték meg a felnőttkort:
- Lajos Amádé (1622–1628), trónörökös, gyermekként meghalt
- Lujza Krisztina (1629–1692), aki saját nagybátyjához, Savoyai Móric bíboros-herceghez ment feleségül.
- Ferenc Jácint (1632–1638), 1628-tól trónörökös, 1637-től haláláig Savoya uralkodó hercege, anyjának régenssége mellett.
- Károly Emánuel (1634–1675), 1637-től trónörökös,  1638-tól II. Károly Emánuel néven Savoya uralkodó hercege anyjának régenssége mellett, 1648-tól hivatalosan teljes jogú uralkodó.
- Margit Jolanda (1635–1663), aki a Farnese-házból való II. Ranuccióhoz, Párma uralkodó hercegéhez ment feleségül.
- Henrietta Adelheid (1636–1676), aki 1650-ben a Wittelsbach-ház-ból való Ferdinánd Mária bajor trónörökös herceghez, a későbbi választófejedelemhez ment férjhez.
- Katalin Beatrix (1636–1637), Henrietta Adelheid ikerhúga, csecsemőként meghalt.

### Uralkodása
Viktor Amadé herceg 1630-ban, apja elhunytakor, a mantovai örökösödési háború zajlása közben örökölte Savoya trónját, súlyosan hátrányos, vert katonai helyzetben. Hercegségének legnagyobb része francia katonai megszállás alatt állt. 1631-ben Viktor Amadé herceg csatlakozott a Franciaország és a Német-római Birodalom által megkötött cherascói békeszerződéshez, amellyel ugyan elért bizonyos területi nyereségeket, ennek ára viszont egy Savoyára kényszerített, egyenlőtlen felek közötti katonai szövetség megkötése volt az összehasonlíthatatlanul nagyobb erejű francia nagyhatalommal, amely szemben állt Savoya történelmi szövetségeseivel, a Habsburg-házzal, a német-római császárral és a Spanyol Királysággal. A Savoyai Hercegség a Francia Királyság csatlós államává vált. Ez a függőség megterhelte Viktor Amadé politikai és családi kapcsolatait is, szakításokhoz vezetett ő maga és a Habsburg-házhoz hű testvérei, Móric herceg, Margit hercegnő között. Különösen elidegenítette magától öccseit, Tamás Ferencet és Emánuel Filibertet, akik mindketten a spanyol király katonai szolgálatába álltak.
1632-ben Viktor Amadé a császártól és a pápától is kérte királyi címének elismertetését. A Savoyai-ház jogos igényt támaszthatott Ciprus és Jeruzsálem királyi koronáira, ugyanakkor ezek üres, igényfenntartó címek voltak, mivel mindkét államot már régóta megszállta és bekebelezte az Oszmán Birodalom. Ennek a címzetes királyi címnek nemzetközi elismertetése a Savoyai Hercegség egyik fontos külpolitikai célkitűzése maradt egészen az 1713-as utrechti békeszerződés megkötéséig.

### Elhunyta, utódlása

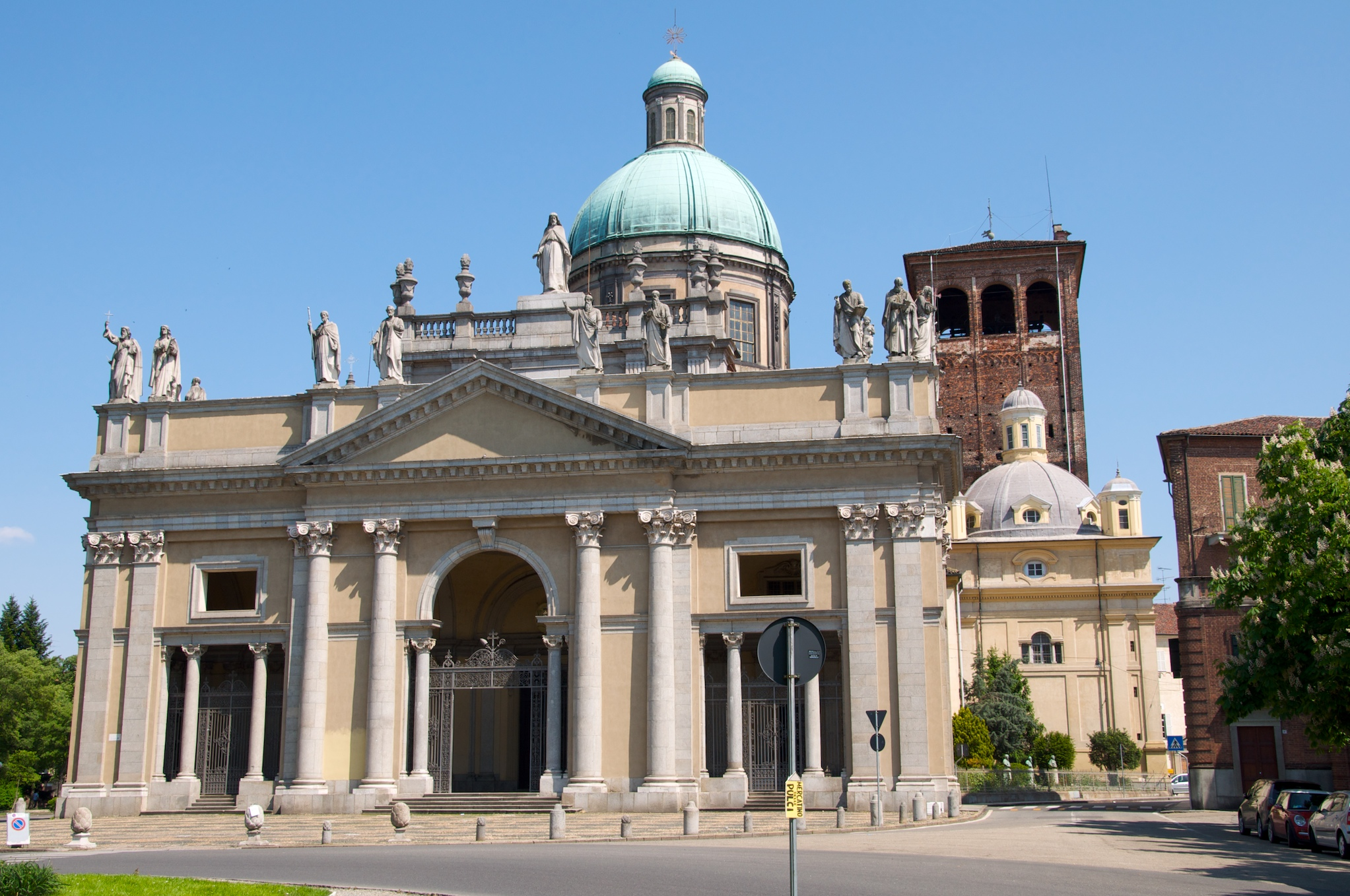
Nyughelye, a vercelli székesegyház (duomo)

1637. szeptember 25-én Viktor Amadé herceg váratlanul rosszul lett, miután részt vett egy vacsorán, melyet Charles de Blanchefort, Créquy márkija, Poix és Lesdiguières hercege, Franciaország marsallja adott tiszteletére. Vercellibe vitték, itt október 7-én, 50 éves korában elhunyt. A vercelli Szent Özséb (Sant’Eusebio) székesegyházban temették el.
Ötesztendős kisfia, Ferenc Jácint követte a trónon. Az özvegy Krisztina Mária hercegné lett kiskorú fiainak, Ferenc Jácintnak uralkodó hercegnek és a trónörökössé avanzsált Károly Emánuelnek törvényes gyámja, így a Savoyai Hercegség régense is. Krisztina erősen egyoldalú franciabarát politikát folytatott, annál is inkább, mert Franciaországban ekkor saját bátyja, XIII. Lajos király uralkodott. Emiatt Krisztina hercegné szembekerült sógoraival, Móric herceg-bíborossal és Tamás Ferenc carignanói herceggel, akik a régensi hatalom megosztását követelték.
1538-ban a hatéves Ferenc Jácint herceg is meghalt, a trónt négyéves öccse, II. Károly Emánuel örökölte. Ekkor örökösödési háború tört ki a Savoyai-házon belül, a franciabarát Krisztina régens hercegné követői és a Habsburg-pártiak (Móric és Tamás Ferenc pártja) között. A tét Savoya külpolitikai és katonai elkötelezettségének iránya volt. E konfliktusban az ügyesen manőverező Krisztina hercegné, aki Franciaországból is hathatós segítséget kapott, felülkerekedett ellenfelein.
1642-ben a hadakozó felek békét kötöttek, Móric és Tamás Ferenc is behódolni kényszerültek. Megállapodás született arról, hogy Móric herceg-bíboros leteszi egyházi tisztségeit és feleségül veszi saját unokahúgát, Lujza Krisztina hercegnőt, bátyjának, Viktor Amadé hercegnek és Krisztina hercegnének legidősebb leányát. Közeli vérrokoni kapcsolatuk miatt a házassághoz Móric hercegnek külön engedélyt kellett beszereznie V. Pál pápától. Móric herceg lett a Nizzai Grófság kormányzója. A házasság révén Móric herceg a Savoyai Hercegség trónjának várományosává lépett elő, a beteges gyermek Károly Emánuel korai halála esetén ő örökölte volna a trónt. (De a rokonházasságból nem születtek gyermekek, Móric herceg 1657-ben örökös nélkül hunyt el. Unokaöccse, II. Károly Emánuel pedig 1665-ben megnősült, és 1666-ban megszületett (egyetlen törvényes) fia és örököse, II. Viktor Amadé herceg, ő lett 1675-ben Savoya uralkodója.

## További irodalom
- Robert Oresko. The House of Savoy in search for a royal crown in the seventeenth century, Royal and republican sovereignty in early modern Europe. Essays in memory of Ragnhild Hatton, 272–350. o. (1997). ISBN 978-0-521-41910-9

| I. Savoyai Viktor Amadé Savoyai-ház Született: 1587. május 8. Elhunyt: 1637. október 7. |                                                     |                         |
|                                                                                         |                                                     |                         |
| Előző I. Károly Emánuel                                                                 | Savoya hercege 1630. július 26. – 1637. október 17. | Következő Ferenc Jácint |